# 1998 WW31
1998 WW31 — двойной транснептуновый объект в поясе Койпера. Открыт в 1998 году Глубоким исследованием эклиптики (DES).
1998 WW31 — двойная система с другим объектом, предварительно обозначенным МАС S/2000 (1998 WW31) 1. Это первый транснептуновый двойной объект, открытый после Плутона, и один из самых симметричных двойных объектов, известных в Солнечной системе. Два тела очень близки по размерам, отношение диаметров 1,2 и массе (отношение 1,74), предполагается наличие аналогичных поверхностей и плотности. Их орбитальный период составляет около 570 дней, и они находятся на расстоянии 4000 (сближение) — 40 000 км, большая полуось — около 22 000 км. Их диаметры могут быть в диапазоне 100—150 км, а плотность — 1,0—2,0. Их суммарная масса составляет 1/6000 долю массы системы Плутон — Харон.